# Nischnejansk
Nischnejansk (russisch Нижнеянск, wissenschaftliche Transliteration Nižnejansk; jakutisch Нижнеянскай/Nischnejanskai) ist eine Siedlung städtischen Typs mit 391 Einwohnern (Stand 14. Oktober 2010) im Fernen Osten Russlands. Sie liegt in der Tundra des Ostsibirischen Tieflandes im Mündungsdelta der Jana, am linken Ufer des Hauptarmes etwa 30 Kilometer oberhalb der Mündung.
Nischnejansk gehört zum Ulus Ust-Jansk. Es ist eine der drei städtischen Siedlungen des Ulus und eine der zehn Gemeinden. Sie wird umschlossen von der Gemeinde Ust-Jansk, die das gesamte Delta umfasst.
Mit Hafenanlagen und einer Reparaturwerft bildet der Ort einen Verkehrsknoten in der extrem dünn besiedelten Region der russischen Polarmeerküste. Hafen und Siedlung entstanden in den Jahren des Zweiten Weltkrieges. 1958 wurde der Ort als Arbeitersiedlung (рабочий посёлок/rabotschi posjolok) eingestuft. Bis in die 1960er-Jahre war die Namensschreibweise Nischne-Jansk üblich.
Die Bevölkerung hat in den letzten beiden Jahrzehnten massiv abgenommen: von etwa 2500 im Jahre 1989 über 700 bei der Volkszählung 2002 auf nur noch 357 im Jahre 2010.
Bevölkerungsentwicklung
| Jahr | Einwohner |
| ---- | --------- |
| 1959 | 862       |
| 1970 | 1681      |
| 1979 | 2164      |
| 1989 | 2502      |
| 2002 | 701       |
| 2010 | 391       |

Anmerkung: Volkszählungsdaten